# Malcolm (Nebraska)
Malcolm es una villa ubicada en el condado de Lancaster en el estado estadounidense de Nebraska. En el Censo de 2010 tenía una población de 382 habitantes y una densidad poblacional de 1.053,51 personas por km².

## Geografía
Malcolm se encuentra ubicada en las coordenadas 40°54′32″N 96°51′56″O / 40.90889, -96.86556. Según la Oficina del Censo de los Estados Unidos, Malcolm tiene una superficie total de 0.36 km², de la cual 0.36 km² corresponden a tierra firme y (0%) 0 km² es agua.

## Demografía
Según el censo de 2010, había 382 personas residiendo en Malcolm. La densidad de población era de 1.053,51 hab./km². De los 382 habitantes, Malcolm estaba compuesto por el 97.38% blancos, el 1.05% eran afroamericanos, el 0.52% eran amerindios, el 0% eran asiáticos, el 0% eran isleños del Pacífico, el 0.26% eran de otras razas y el 0.79% pertenecían a dos o más razas. Del total de la población el 0.26% eran hispanos o latinos de cualquier raza.